# Myriam Benlazar
Pour les articles homonymes, voir Benlazar.
Myriam Benlazar Yasmine (en arabe : مريم بن لزهر), née le 9 juin 1995 à Toulouse, est une footballeuse internationale algérienne évoluant au poste de milieu de terrain au Racing Club de Saint-Denis.

## Biographie

### Carrière en club
Myriam Benlazar commence le football à l'âge de sept ans à l'AS Montaudran, où elle évolue pendant deux ans avec les garçons. Ensuite, en 2004 elle rejoint le Toulouse FC. Avec les U13 elle devient championne de France. À l'âge de quinze ans elle intègre l'équipe séniore.
En 2015, à l'âge de vingt ans elle signe en faveur de l'ASPTT Albi, en D1 féminine. Elle y joue pendant trois ans au plus haut niveau, avant de connaître une relégation à l'issue de la saison 2017-2018.
En octobre 2019, elle signe en faveur de l'OGC Nice. Lors de son passage au club, en janvier 2020 elle est victime d'une déchirure des ligaments croisés, qui l'éloigne des terrains pendant plusieurs mois,. Après la fin de son contrat en juin 2020, elle se retrouve sans club. Comme elle revient de blessure, la plupart des clubs sont réticents à la prendre. Puis la saison s’arrêtée définitivement en octobre, pour cause de Covid19. Elle se prépare de son côté, pour s'entretenir physiquement.
En juillet 2021, elle signe en faveur de l'AJ Auxerre, en Régional 1 (3e division). Club avec lequel elle termine deuxième du championnat, ce qui permet à l'équipe de disputer la phase de barrages d'accession à la D2. Mais les Auxerroises échouent lors du premier tour face à Clermont et ne parviennent donc pas à accéder à la division supérieure. Myriam Benlazar quitte le club à l'issue de cette saison.
Début janvier 2023, Benlazar quitte la France pour découvrir un autre championnat, celui de la Belgique en s'engageant avec le SV Zulte Waregem qui évolue en première division (Super League).

#### Passage en Belgique avec Zulte (2023-)
Myriam Benlazar dispute son premier match sous les couleurs de Zulte Waregem le 14 janvier 2023 face au KV Malines pour . Alignée titulaire ce jour-là, son équipe s'impose sur le score de 2-0.
Le 4 mars 2023, elle délivre la passe décisive du but victorieux contre Alost sur le terrain de ce dernier (0-1).
Elle inscrit son premier but avec Zulte le 25 avril 2023 contre le White Star à l'occasion de la 7e journée des play-offs.

#### Retour en France, à Saint-Denis (depuis 2024)
Après une courte expérience en Belgique, Myriam Benlazar retourne en France pour s'engager au Racing Club de Saint-Denis, pensionnaire de la D3 Féminine. 

### Carrière en sélection
Sélectionnée en équipe de France des U16, Myriam Benlazar remporte la Nordic Cup U16 en 2011.
En septembre 2014, elle est appelée pour la première fois en équipe d'Algérie par le sélectionneur national Azzeddine Chih, pour participer à une double confrontation amicale contre la Namibie, lors d'un stage de préparation pour la CAN. Le 22 septembre, elle fait partie de la liste des 21 joueuses retenues pour la CAN, prévue en Namibie à partir du 11 octobre. Le 1er octobre 2014, elle honore sa première sélection lors du premier des deux matchs amicaux face à la Namibie. Le 12 octobre 2014, elle est titulaire, lors de la victoire 1-0 contre le Ghana. Lors de cette compétition, elle joue deux matchs. L'Algérie est éliminée dès le premier tour.
Le 19 juin 2017, elle inscrit un doublé, son premier et deuxième buts en sélection, lors d'un match amical contre la Jordanie (défaite 3-2), à Amman.
En novembre 2018, la sélection étant parvenue à se qualifier, elle est retenue par la sélectionneuse Radia Fertoul afin de participer à la phase finale de la Coupe d'Afrique des nations organisée au Ghana. Elle est titulaire lors des trois matchs disputé par l'Algérie. L'Algérie est éliminé dès le premier tour avec trois défaites.
Elle participe également aux éliminatoires pour les Jeux olympiques 2020 de Tokyo.
En octobre 2021, elle est appelée par la sélectionneuse Radia Fertoul pour participer à une double confrontation face au Soudan, dans le cadre des éliminatoires de la CAN 2022. Mais n'entre pas en jeu lors du match aller (victoire 14-0) des Algériennes. Le match retour prévu le 26 octobre est finalement annulé à la suite du coup d'État au Soudan,.

## Statistiques

### Statistiques détaillées
| Saison                | Club                  | Championnat           | Championnat | Championnat | Coupe(s) nationale(s) | Coupe(s) nationale(s) | Algérie | Algérie | Total | Total |
| Saison                | Club                  | Division              | M.          | B.          | M.                    | B.                    | M.      | B.      | M.    | B.    |
| 2011-2012             | Toulouse FC           | Division 2            | 4           | 1           | 4                     | 0                     | -       | -       | 8     | 1     |
| 2012-2013             | Toulouse FC           | Division 1            | 11          | 1           | 2                     | 1                     | -       | -       | 13    | 2     |
| 2013-2014             | Toulouse FC           | Division 2            | 13          | 3           | -                     | -                     | -       | -       | 13    | 3     |
| 2014-2015             | Toulouse FC           | Division 2            | 12          | 1           | 1                     | 0                     | 4       | 0       | 17    | 1     |
| Sous-total            | Sous-total            | Sous-total            | 40          | 6           | 7                     | 1                     | 4       | 0       | 51    | 7     |
| 2015-2016             | ASPTT Albi            | Division 1            | 14          | 1           | 1                     | 0                     | 4       | 0       | 19    | 1     |
| 2016-2017             | ASPTT Albi            | Division 1            | 17          | 0           | 1                     | 0                     | 2       | 2       | 20    | 2     |
| 2017-2018             | ASPTT Albi            | Division 1            | 16          | 0           | 1                     | 0                     | 4       | 2       | 21    | 2     |
| Sous-total            | Sous-total            | Sous-total            | 47          | 1           | 3                     | 0                     | 10      | 4       | 60    | 5     |
| 2018-2019             | Toulouse FC           | Division 2            | 17          | 2           | -                     | -                     | 5       | 1       | 22    | 3     |
| 2019-2020             | OGC Nice              | Division 2            | 5           | 0           | 2                     | 0                     | 2       | 0       | 9     | 0     |
| Sous-total            | Sous-total            | Sous-total            | 22          | 2           | 2                     | 0                     | 7       | 1       | 31    | 3     |
| 2021-2022             | AJ Auxerre            | Régional 1            | 22          | +10         | 3                     | +2                    | 1       | 0       | 26    | 12    |
| Sous-total            | Sous-total            | Sous-total            | 22          | +10         | 3                     | +2                    | 1       | 0       | 26    | 12    |
| 2022-2023             | Zulte Waregem         | Division 1            | 11          | 1           | 1                     | 0                     | -       | -       | 12    | 1     |
| Sous-total            | Sous-total            | Sous-total            | 11          | 1           | 1                     | 0                     | -       | -       | 12    | 1     |
| 2024-2025             | RC Saint-Denis        | Division 3            | 7           | 0           | 3                     | 2                     | -       | -       | 10    | 2     |
| Total sur la carrière | Total sur la carrière | Total sur la carrière | 144         | 17          | 19                    | 5                     | 22      | 5       | 185   | 27    |

### En sélection

#### Matchs internationaux
Le tableau suivant liste les rencontres de l'équipe d'Algérie dans lesquelles Myriam Benlazar a été sélectionnée depuis le 1er octobre 2014 jusqu'à présent.

#### Buts internationaux
| 0   | Date             | Lieu                                       | Compétition      | Résultat | Adversaire    | Détail | Détail         | Détail | Sél. |
| --- | ---------------- | ------------------------------------------ | ---------------- | -------- | ------------- | ------ | -------------- | ------ | ---- |
| 1er | 19 juin 2017     | Petra Stadium, Amman, Jordanie             | Match amical     | D 3-2    | Jordanie      | 17e    | de la tête     | 0-1    | 9e   |
| 2e  | 19 juin 2017     | Petra Stadium, Amman, Jordanie             | Match amical     | D 3-2    | Jordanie      | 29e    | du pied gauche | 0-2    | 9e   |
| 3e  | 4 avril 2018     | Stade Alassane Djigo, Pikine, Sénégal      | Qualifs CAN 2018 | D 2-1    | Sénégal       | 38e    | -              | 2-1    | 10e  |
| 4e  | 10 juin 2018     | Stade d'Addis-Abeba, Addis Ababa, Éthiopie | Qualifs CAN 2018 | V 2-3    | Éthiopie      | 54e    | du pied droit  | 0-3    | 13e  |
| 5e  | 10 novembre 2018 | -, -, Côte d'Ivoire                        | Match amical     | D 2-1    | Côte d'Ivoire | -      | -              | --1    | 15e  |